# Cuprita
La cuprita (del llatí cuprum, coure) és un mineral de la classe dels òxids que conté un 88,82% de coure i un 11,18% d'oxigen. Va ser descrit per primera vegada el 1845, per Wilhelm Karl von Haidinger.

## Propietats
La cuprita és un mineral secundari que es forma a la zona d'oxidació dels sulfurs de coure, pel que freqüentment apareix associat a altres minerals: coure natiu, atzurita, crisocol·la, malaquita, limonita, calcosina i tenorita i a una gran varietat de minerals d'òxid de ferro. Acostuma a formar cristalls foscos amb reflexos interns vermells, i apareix en formes cúbiques, octaèdriques, de dodecaedre, o en combinacions d'aquestes. Són freqüents les macles de penetració. És soluble amb alguns àcids i en amoníac i es fon a la flama. Sembla ser un mineral fotosensible i s'aconsella mantenir els exemplars de colors més vius en llocs frescos i foscos.
Segons la classificació de Nickel-Strunz, la cuprita pertany a «04.AA - Òxids amb relació Metall:Oxigen = 2:1 i 1:1, i Catió:Anió (M:O) = 2:1 (i 1,8:1)» juntament amb el gel i la paramelaconita.
Actualment hi ha datats més de 2.100 localitats de cuprita. Els cristalls acostumen a ser petits, sent el més gran mai trobat d'uns 14 centímetres. Els cristalls més grans de cuprita provenen d'Ogonja, Namíbia, però la majoria d'aquests exemplars surten recoberts d'una fina capa de malaquita. Aquest fet també és present a les cuprites d'altres localitats com les de Chessy, França. No és estrany trobar-ne com a recobriment o incrustada en espècimens de coure.
Es pot diferenciar de l'hematites, car aquest segon mineral és més dur, i del cinabri, car presenta una estructura cristal·lina diferent (hexagonal).

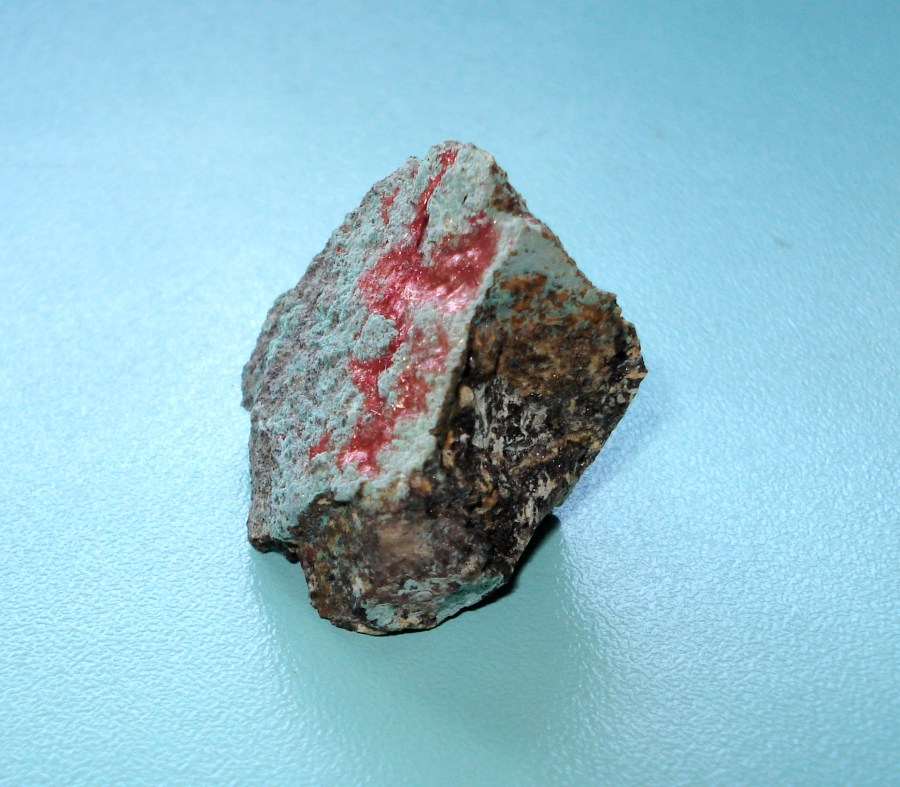
Calcotriquita, varietat de cuprita

La varietat calcotriquita es troba generalment en forma de capil·lars allargats o com agulles formant cristalls.

## Ús en joieria
Malgrat el seu bonic color poques vegades és emprat en joieria degut a la seva baixa duresa a l'escala de Mohs, de 3,5 a 4. Tot i que els cristalls de cuprita són massa petits per tallar pedres precioses amb facetes, el 1970 es va descobrir un dipòsit a Sud-àfrica que produïa vidres de grans dimensions i tallables, produint pedres de més d'un quirats.